# تپه چیچا قالاسی
تپه چیچا قالاسی مربوط به اشکنای - دوره ساسانیان - سده‌های اولیه دوران‌های تاریخی پس از اسلام است و در شهرستان کوثر، بخش مرکزی، دهستان سنجبد شمالی، روستای مرشت واقع شده و این اثر در تاریخ ۲۶ اسفند ۱۳۸۷ با شمارهٔ ثبت ۲۵۸۲۰ به‌عنوان یکی از آثار ملی ایران به ثبت رسیده است.